# Prăjești (gmina)
Prăjești – gmina w Rumunii, w okręgu Bacău. Obejmuje tylko jedną miejscowość Prăjești. W 2011 roku liczyła 1869 mieszkańców.